# Phaedropsis
Phaedropsis é um gênero de mariposa pertencente à família Crambidae.